# Франсиско Олазар
Франсиско Олазар (Килмес, 10. јул 1885 — Ломас де Замора, 21. септембар 1958) био је аргентински фудбалер и тренер. Играо је као централни везни.
На клупском нивоу, Олазар је читаву каријеру провео играјући за ФК Расинг Авељанеда, где је освојио осам титула првака Примере Дивисион и осам националних купова. Такође је играо за репрезентацију Аргентине, а био је и селектор тима на светском првенству 1930. године.
Олазар је рођен у Килмесу. Прво је играо у Маријано Морену, малом клубу у Авељанеди. 1908. придружио се Расингу, где је почео да игра док је клуб био у 4. дивизији.
Као кључни играч клуба који је освојио седам узастопних шампионата, Олазар је важио за најбољег аргентинског централног везног играча у тим годинама. Идолизовали су га присталице клуба и често га упоређивали са уругвајском звездом Хосеом Пијендибенеом.
Играо је за репрезентацију Аргентине у 18 наврата, укључујући наступе на прва два турнира Копа Америке 1916. и 1917.
Након повлачења као играч, Олазар се окренуо тренерском послу и руководио тимом Аргентине који је 1929. освојио трофеј Копа Америке. Такође је био тренер тима који је учествовао на првом светском првенству 1930. године, где су он и технички директор Хуан Хосе Трамутола успели да освоје друго место иза домаћина Уругваја.